# Множење
Множење је бинарна операција у математици. Записује се као a &middot; b или a × b. Операнди a и b се називају чиниоци (фактори), а резултат множења производ.
Ако је један операнд природан број, онда множење представља скраћени запис сабирања. Нпр, ако је n ∈ ℕ, онда је
{\displaystyle a\cdot n=\underbrace {a+\cdots +a} _{n}.}
У алгебри се ознака за множење подразумева и може се прескочити, па се 3 ·  може записати и као 3 a b
На пример, 4 помножено са 3, често написано као {\displaystyle 3\times 4} и изговорено као „3 пута 4”, може се израчунати додавањем 3 копије од 4 заједно:
{\displaystyle 3\times 4=4+4+4=12}
Овде су 3 (множилац) и 4 (множеник) чиниоци, а 12 је производ.
Једно од главних својстава множења је комутативно својство, које у овом случају наводи да сабирање 3 копије од 4 даје исти резултат као додавање 4 копије од 3:
{\displaystyle 4\times 3=3+3+3+3=12}
Систематске генерализације ове основне дефиниције дефинишу множење целих бројева (укључујући негативне бројеве), рационалних (разломака) и реалних бројева.
Множење се такође може визуализовати као бројање објеката распоређених у правоугаоник (за целе бројеве) или као проналажење површине правоугаоника чије странице имају неке дате дужине. Површина правоугаоника не зависи од тога која се страница прва мери — последица комутативног својства.
Производ два мерења је нова врста мерења. На пример, множењем дужина две стране правоугаоника добија се његова површина. Такав производ је предмет димензионалне анализе.
Инверзна операција множењу је дељење. На пример, пошто је 4 помножено са 3 једнако 12, 12 подељено са 3 је једнако 4. 

## Множење бројева

### Особине
Множење има приоритет над сабирањем. Множење бројева има следеће особине (за множење других објеката погледати ниже у тексту):
| 1. {\displaystyle a\cdot 1=1\cdot a=a}                 | (неутрал)                                  |
| 2. {\displaystyle a\cdot 0=0\cdot a=0}                 | (сваки број помножен нулом једнак је нули) |
| 3. {\displaystyle (a\cdot b)\cdot c=a\cdot (b\cdot c)} | (асоцијативност)                           |
| 4. {\displaystyle a\cdot b=b\cdot a}                   | комутативност                              |
| 5. {\displaystyle a\cdot (b+c)=a\cdot b+a\cdot c}      | дистрибутивност множења према сабирању     |

1. На скупу рационалних, реалних и комплексних бројева, сваки број осим нуле има тачно један инверзан број, такав да је њихов производ јединица:

{\displaystyle \forall a\ \exists _{1}b:a\cdot b=1}
Инверзан број броја {\displaystyle a} се записује као {\displaystyle {\tfrac {1}{a}}}. Инверзан број инверзног броја је полазни број:
{\displaystyle {\frac {1}{\frac {1}{a}}}=a}

### Множење целих бројева
Приликом множења целих бројева, ако су оба истог знака (оба позитивна или негативна), резултат је позитиван. Производ позитивног и негативног броја је негативан.

### Рационални чиниоци
Производ рационалних бројева је рационалан број коме је бројилац производ бројилаца чинилаца, а именилац производ именилаца чинилаца:
{\displaystyle a={\frac {p_{1}}{q_{1}}}\land b={\frac {p_{2}}{q_{2}}}\Rightarrow a\cdot b={\frac {p_{1}\cdot p_{2}}{q_{1}\cdot q_{2}}}}

### Ирационални чиниоци
Нека је b ∈ ℝ \ ℚ ирационалан број, тада је производ a &middot; b гранична вредност
{\displaystyle a\cdot b=\lim _{{\frac {p}{q}}\rightarrow b}a\cdot {\frac {p}{q}}}
где је {\displaystyle {\tfrac {p}{q}}} рационалан број и представља приближну вредност броја b.

### Множење комплексних бројева
Сваки комплексан број z можемо записати као уређени пар или у тригонометријском (поларном) запису:
{\displaystyle z=(a,b)=\rho (\cos \phi +i\sin \phi )}.
Како је {\displaystyle i^{2}=-1}, формула за множење у алгебарском запису гласи
{\displaystyle (a_{1},b_{1})\cdot (a_{2},b_{2})=(a_{1}a_{2}-b_{1}b_{2},a_{1}b_{2}+a_{2}b_{1})}.
Из тригонометријских једначина следи формула за множење комплексних бројева у тригонометријском облику:
{\displaystyle \rho _{1}(\cos \phi _{1}+i\sin \phi _{1})\cdot \rho _{2}(\cos \phi _{2}+i\sin \phi _{2})=\rho _{1}\rho _{2}(\cos \left(\phi _{1}+\phi _{2}\right)+i\sin \left(\phi _{1}+\phi _{2}\right))}

## Множење вектора
Постоји неколико врста множења вектора: множење вектора скаларом, скаларни, векторски и мешовити производ вектора. Скаларни производ вектора се обележава са „·“, а векторски са „×“.
Посматрајмо вектор у тродимензионалном Еуклидском простору: {\displaystyle \mathbf {a} =(a_{x},a_{y},a_{z})\in \mathbb {R} ^{3}}.

### Множење вектора скаларом
Вектор се множи скаларом тако што се свака његова координата помножи скаларом. Ова операција је комутативна.
{\displaystyle k\in \mathbb {R} ,\mathbf {a} \in \mathbb {R} ^{3}\Rightarrow k\mathbf {a} =(ka_{x},ka_{y},ka_{z})}

### Скаларни производ
Скаларни производ вектора је скалар једнак суми производа одговарајућих координата:
{\displaystyle \mathbf {a} ,\mathbf {b} \in \mathbb {R} ^{3}}
{\displaystyle \cdot :\mathbb {R} ^{3}\times \mathbb {R} ^{3}\rightarrow \mathbb {R} }
{\displaystyle \mathbf {a} \cdot \mathbf {b} =a_{x}b_{x}+a_{y}b_{y}+a_{z}b_{z}}
Скаларни производ је комутативан.

### Векторски производ
Векторски производ вектора је нови вектор, чији је интензитет једнак површини паралелограма који вектори-чиниоци заклапају, правац му је нормалан на раван коју вектори-чиниоци дефинишу, а смер се дефинише правилом леве или десне руке, зависно од конвенције. Овај производ је специфичан за {\displaystyle \mathbb {R} ^{3}}, и антикомутативан је. Векторски производ се рачуна као детерминанта матрице:
{\displaystyle \times :\mathbb {R} ^{3}\times \mathbb {R} ^{3}\rightarrow \mathbb {R} ^{3}}
{\displaystyle \mathbf {a} ,\mathbf {b} \in \mathbb {R} ^{3}}
{\displaystyle \mathbf {a} \times \mathbf {b} ={\begin{vmatrix}\mathbf {i} &\mathbf {j} &\mathbf {k} \\a_{x}&a_{y}&a_{z}\\b_{x}&b_{y}&b_{z}\end{vmatrix}}}
где су {\displaystyle \mathbf {i} ,\mathbf {j} } и {\displaystyle \mathbf {k} } ортови дуж x, y и z осе.

### Мешовити производ
Мешовити производ три вектора је скалар који је једнак запремини паралелопипеда који ти вектори заклапају. Записује се као [a, b, c] и по дефиницији је:
{\displaystyle []:\mathbb {R} ^{3}\times \mathbb {R} ^{3}\times \mathbb {R} ^{3}\rightarrow \mathbb {R} }
{\displaystyle \mathbf {a} ,\mathbf {b} ,\mathbf {c} \in \mathbb {R} ^{3}}
{\displaystyle [\mathbf {a} ,\mathbf {b} ,\mathbf {c} ]={\begin{vmatrix}a_{x}&a_{y}&a_{z}\\b_{x}&b_{y}&b_{z}\\c_{x}&c_{y}&c_{z}\\\end{vmatrix}}}

## Множење матрица
Нека су дате матрице А и B величине m× и ×. Производ AB је дефинисан ако је  = , а добијена матрица има димензије m×. Елементи матрице-производа су
{\displaystyle (AB)_{i,j}=\sum _{k=1}^{n_{A}}A_{i,k}B_{k,j}}
Множење матрица није комутативно. Матрице 1×3 и 3×2 можемо помножити само на један начин, а 5×4 и 4×5 са обе стране, али производи неће имати исту величину (5×5 на један и 4×4 на други начин). Ако се помноже две квадратне матрице исте величине, производи су такође исте величине, и може се дефинисати комутатор:
{\displaystyle [A,B]=A\times B-B\times A}